# Chinanta
Chinanta war eine Masseneinheit (Gewichtsmaß) in verschiedenen südostasiatischen Ländern. Auf den Inseln der Philippinen galt es bis 1860, dem Jahr der Einführung metrischer Maße und Gewichte.
- 1 Chinanta = 10 Cates = 160 Taels = 6,255 Kilogramm (nach[1] 6,3262 Kilogramm)
- 10 Chinantas = 1 Picul = 62,550 Kilogramm